# Hans Schellinger

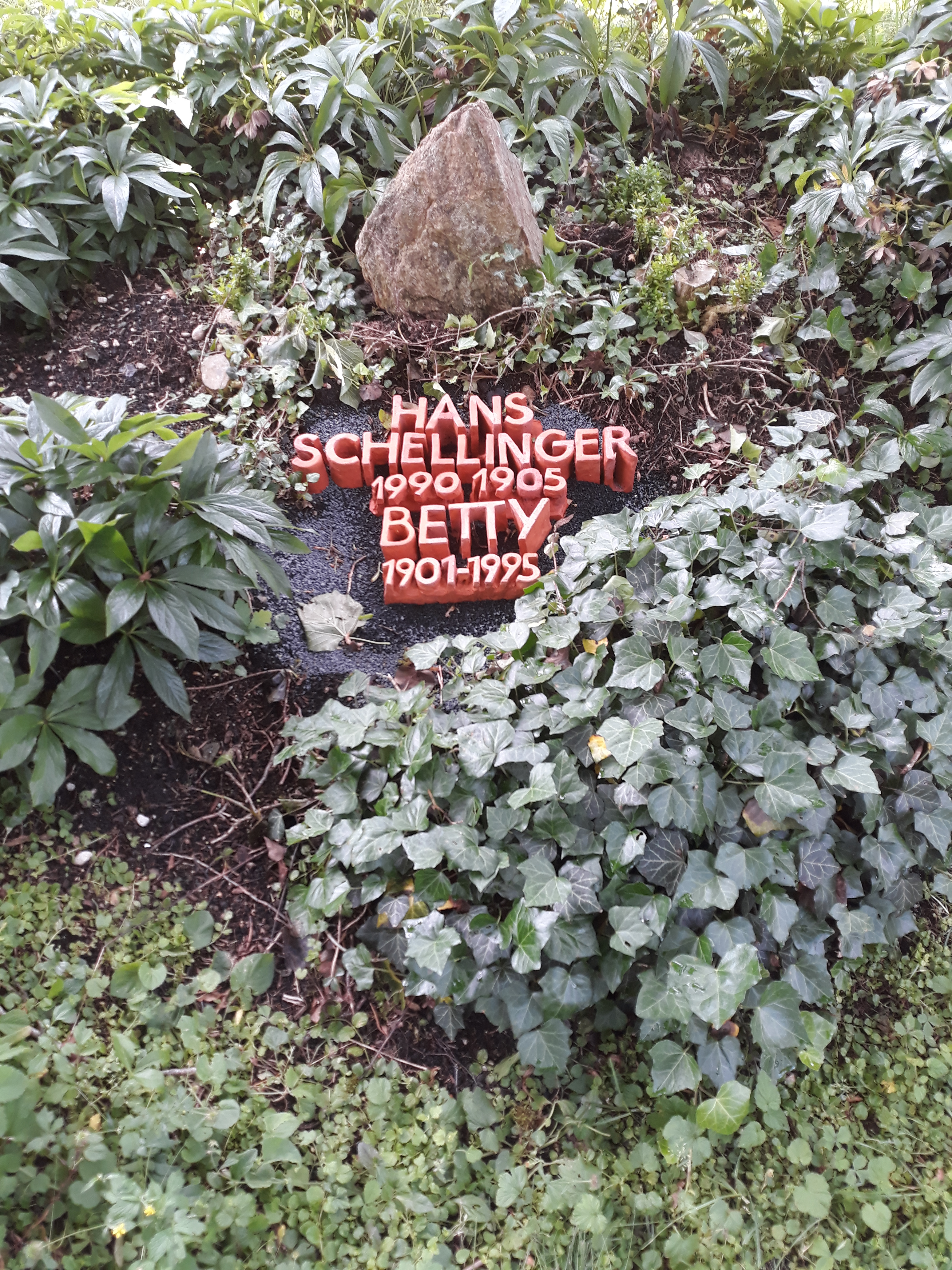
Das Grab von Hans Schellinger und seiner Ehefrau Betty auf dem Waldfriedhof Gauting

Hans Schellinger (* 19. Dezember 1905 in München; † 21. November 1990 in Gauting) war ein deutscher Maler.
Hans Schellinger lernte in der Werkstatt seines Vaters zunächst Kirchen- und Gebäudemaler, bevor er dann in den 1920er Jahren die private Malschule von Louis Gruber besuchte. Anschließend studierte er dann an der Akademie der Bildenden Künste München bei Julius Diez. In den 1930er Jahren malte er vor allem Tafel- und Hinterglasbilder sowie Fresken, die sich an der religiösen Malerei des Mittelalters orientierten.
Nach dem Zweiten Weltkrieg, wo er in Kriegsgefangenschaft geriet, veränderte sich sein Stil und er schuf zahlreiche Figurenbilder, Porträts und Stillleben, in denen er sich intensiv mit der Wirkung der Farbgebung auseinandersetzte. Schellinger lebte und arbeitete in Gauting bei München.

## Werke (Auswahl)
- 1937: Oktoberfest
- 1937: Diana mit weißem Hirsch
- 1956: Interieur
- 1959: Mutter mit Kind
- 1970: Kostümprobe